# Песнь о Хильдебранде
«Песнь о Хи́льдебранде» (нем. Hildebrandslied) — памятник древнегерманского героического эпоса. Сохранился лишь фрагмент, случайно уцелевший на страницах трактата богословского содержания. Рукопись найдена в Фульде и относится к началу IX века. Она представляет собой копию более древнего оригинала.
В основе сюжета лежит распространённый в эпосе многих народов мотив поединка отца с сыном. События «Песни о Хильдебранде» относятся к периоду Великого переселения народов.

## Содержание

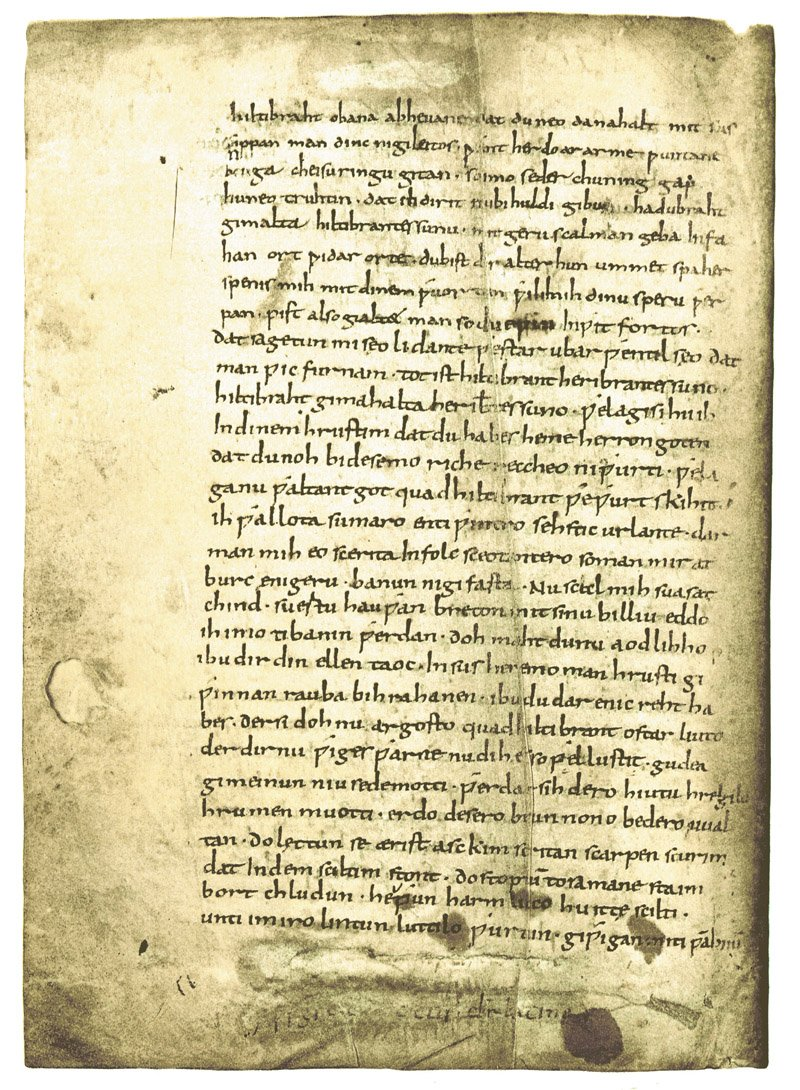
Второй лист «Песни о Хильдебранде»

Хильдебранд, начальник дружины Дитриха Бернского, вместе со своим господином «бежал от гнева Одоакра», оставив на родине молодую жену с младенцем Хадубрандом. Через 30 лет, проведённых в изгнании при дворе царя гуннов Аттилы, теперь во главе войска он возвращается обратно. На границе ему преграждает путь Хадубранд с дружиной.
Бойцы спрашивают друг друга о роде и племени. Хадубранд называет себя, и Хильдебранд, узнав, что перед ним сын, пытается предотвратить роковой поединок. Но молодой боец отказывается видеть в «старом гунне» своего отца, обвиняет его в коварстве (от моряков он слышал, что его отец умер) и трусости, чем вынуждает Хильдебранда вступить в бой. На этом сохранившийся отрывок обрывается. Конфликт между воинской честью и отцовскими чувствами приобретает в песне трагический характер.
«Песнь о Хильдебранде» служит примером краткой эпической песни, представляющей раннюю ступень в развитии эпического сказания. Певец рассказывает отдельный законченный эпизод из героического сказания: предполагается, что имена героев и их отношения уже известны слушателю. Песня начинается непосредственно с действия — со встречи отца и сына.
Развитие действия максимально сконцентрировано вокруг его драматической вершины. Отсутствуют развёрнутые описания и большие монологи; диалог ограничивается короткими репликами, непосредственно движущими действие. Тем не менее при всякой краткости песни образы героев выступают в монументальной законченности.